# 1913 في البرازيل
فيما يلي قوائم الأحداث التي وقعت خلال عام 1913 في البرازيل.

## رياضة
- 1 يناير – بطولة كاريوكا 1913 الفائز نادي أمريكا.

## مواليد

### مارس
- 19 مارس – روبيرتو إيميليو داكونها لاعب كرة قدم برازيلي.

### مايو
- 17 مايو – فالديمار دي بريتو لاعب كرة قدم برازيلي.

### يونيو
- 8 يونيو – روبيرتو غوميز بيدروسا لاعب كرة قدم برازيلي.

### أغسطس
- 12 أغسطس – زيزي بروسوبيو لاعب كرة قدم برازيلي.
- 14 أغسطس – لوشيو كاردوزو كاتب برازيلي.

### سبتمبر
- 29 سبتمبر – سيفيرينو موريرا لاعب رماية برازيلي.

### أكتوبر
- 19 أكتوبر – فينيسيوس دجي مورايز ملحن برازيلي.

### نوفمبر
- 6 نوفمبر – ليونيداس دا سيلفا لاعب ومدرب كرة قدم برازيلي.

## وفيات

### يونيو
- 28 يونيو – كامبوس ساليس (مواليد 1841)

### ديسمبر
- 5 ديسمبر – سالبادور دي مندونسا (مواليد 1841)